# Pływanie

Płynąca ropucha szara

Pływanie – metoda poruszania się po powierzchni wody lub w wodzie, wykorzystywana przez człowieka, zwierzęta oraz maszyny.
Jest popularną aktywnością rekreacyjną, szczególnie w krajach o cieplejszym klimacie i naturalnych zbiornikach wodnych. Istnieje wiele styli pływackich. Do najpopularniejszych należą żabka, kraul, grzbietowy, motylkowy. Wiele znanych i uznanych trenerów uważa, że do styli pływackich powinna się też zaliczać strzałka. Pływanie to też jedna z metod rehabilitacji, a także dyscyplina sportu.